# Peter Taltavull
Peter Taltavull (1825 – 8 avril 1881) est un tenancier de saloon qui joua un rôle mineur dans les évènements entourant l'assassinat d'Abraham Lincoln.

## Biographie
Taltavull était le propriétaire du Star Saloon de Washington, D.C., voisin du Ford's Theatre. L'assassin de Lincoln, John Wilkes Booth, s'arrêta au saloon de Taltavull juste avant de pénétrer dans le théâtre et de tirer sur le président.  Après l'attentat, on envisagea un moment de transporter le président blessé dans le Star Saloon, mais il fut décidé finalement de l'emmener dans la pension de William Petersen, à proximité.
Le 15 mai 1865, Taltavull témoigna pour l'accusation lors du procès des conspirateurs et déclara qu'il connaissait l'accusé David Herold, depuis son enfance. Taltavull témoigna également qu'il avait servi à Booth un verre de whiskey et de l'eau, peu avant l'attentat. 
Pendant vingt-cinq années, Taltavull joua du cor français au sein de l'United States Marine Band.
Taltavull est mort le 8 avril 1881 et repose au Congressional Cemetery.